# Montagne du Moron
Pour les articles homonymes, voir Moron.
Le Moron est une montagne du massif du Jura suisse qui s'étend du plateau de Bellelay à la région de Moutier. La chaîne, d'abord large, se rétrécit jusqu'à prendre aux abords du sommet, la forme typiquement jurassienne d'une arête au flanc nord abrupt et au flanc sud peu incliné. Un ressaut de la montagne, le mont Girod, plonge à l'est vers les gorges de Court.
Jusqu’au milieu du XXe siècle, les pentes du Moron furent très prisées des adeptes du ski, en particulier des Bâlois.
Dessinée par Mario Botta, haute de 30 m et d'un coût avoisinant les 3 millions de francs suisses, la Tour de Moron, entièrement réalisée en pierre de taille, culmine à 1 360 m d'altitude. Elle a été inaugurée en juillet 2004.